# Kapitan Nemo
Kapitan Nemo (russisk: Капитан Немо, da.: Kaptajn Nemo) er en sovjetisk miniserie fra 1975 instrueret af Vasilij Levin.
Filmen er baseret på Jules Vernes roman En verdensomsejling under havet

## Medvirkende
- Vladislav Dvorzjetskij som Nemo
- Jurij Rodionov som Aronax
- Mikhail Kononov som Conseil
- Volodymyr Talasjko
- Marianna Vertinskaja som Jacqueline Tussaud
- Vladimir Basov